# Ernst Blanke
Ernst Blanke (Haag, 6 gennaio 1945) è un ex tennista e avvocato austriaco.

## Carriera
Figlio di un avvocato di Hallein, Ernst Blanke Senior fu uno dei tennisti austriaci di maggior successo negli anni 1960. Nel 1959, a 14 anni, divenne campione austriaco Juniores e, nel 1961, campione austriaco assoluto. Sempre nel 1961, giunse in finale nel torneo di Wimbledon Juniores, dove fu sconfitto dallo statunitense Clark Graebner col punteggio di 3-6, 7-9. Fu l'ultima finale raggiunta da un tennista austriaco in un torneo del Grande Slam prima di quella cui partecipò Thomas Muster al torneo Juniores dell'edizione 1985 del Roland Garros. Alla fine di aprile del 1964, Ernst Blanke fece il suo debutto in Coppa Davis a Birmingham, contro l'Inghilterra, dove subì due sconfitte in altrettanti incontri di singolare, contro rispettivamente, Roger Taylor e Billy Knight. Sempre nel 1964 conquistò il primo titolo ai campionati nazionali assoluti di doppio in coppia con Herbert Holzer. Tra il 1964 ed il 1977, fu 5 volte campione nazionale assoluto in doppio con quattro diversi compagni. Nel 1967 vinse nuovamente gli assoluti in singolare. 
Fino al 1972, Blanke fu convocato 6 volte in Coppa Davis, disputando 13 incontri con un bilancio di 3 vittorie e 10 sconfitte.
Terminata la carriera agonistica, seguì il padre nella carriera giuridico-legale.